# István Csáky
István Csáky (ur. 14 lipca 1894 w Sighișoarze, zm. 27 stycznia 1941 w Budapeszcie) – węgierski polityk, minister spraw zagranicznych Węgier w okresie od 10 grudnia 1938 roku do 27 stycznia 1941 roku, hrabia.

## Życiorys
Po zakończeniu I wojny światowej był w składzie delegacji niepodległego węgierskiego ministerstwa spraw zagranicznych podczas rokowań pokojowych. Był obecny podczas negocjacji prowadzących do podpisania traktatu w Trianon w 1920 roku, po czym pracował w kilku poselstwach i ambasadach (w Watykanie, Bukareszcie, Madrycie i Lizbonie). W węgierskim MSZ był kierownikiem wydziału prasowego, później szefem gabinetu ministra Kálmána Kánya, otrzymał nominację na ministra pełnomocnego. W 1938 roku jako obserwator uczestniczył w konferencjach, podczas których podpisano układ monachijski oraz pierwszy arbitraż wiedeński. W tym samym roku został mianowany przez premiera Bélę Imrédyego na ministra spraw zagranicznych.
Jako minister odegrał dużą rolę podczas drugiego arbitrażu wiedeńskiego oraz podpisał w imieniu Węgier pakt antykominternowski. Csáky podpisał również w imieniu premiera Pála Telekiego traktat o nieagresji i przyjaźni pomiędzy Królestwem Węgier a Królestwem Jugosławii. Pogarszający się stan zdrowia Csákyego spowodował, że od 21 grudnia 1940 roku przebywał na zwolnieniu. Zmarł 27 stycznia 1941 roku.
Po objęciu stanowiska ministerialnego w roku 1938 obwołany został przez polską prasę potomkiem króla Stefana Batorego. W rzeczywistości, jak wielu innych członków węgierskiej arystokracji, pochodził od siostry króla - Zofii, wydanej za Demetera Csákyego.